# آنتونیو پاپانو
آنتونیو پاپانو (ایتالیایی: Antonio Pappano؛ زادهٔ ۳۰ دسامبر ۱۹۵۹) یک نوازنده پیانو، موسیقی‌دان و رهبر ارکستر ایتالیایی-بریتانیایی است.
وی از سال ۲۰۰۲ تا کنون، رهبر ارکستر تالار اپرای سلطنتی لندن بوده‌است و در سال ۲۰۱۵ میلادی، نشان زرین از «جامعهٔ سلطنتی فیلارمونیک» دریافت داشت.